# Baculifera
Baculifera är ett släkte av lavar beskriven av Bernhard Marbach och Klaus Kalb, 2000. Baculifera ingår i familjen Caliciaceae, ordningen Caliciales, klassen Lecanoromycetes, divisionen sporsäcksvampar, Ascomycota  och riket svampar, Fungi.

## Dottertaxa tillBaculifera, i alfabetisk ordning[2][3]
- Baculifera cinereocincta (Müll.Arg.) Marbach
- Baculifera curtisii (Tuck.) Marbach
- Baculifera entochlora (J.Steiner) Marbach
- Baculifera epifuscescens Elix & Kantvilas
- Baculifera epiviolascens Marbach
- Baculifera imshaugiana (R.C.Harris) Marbach
- Baculifera intermedia Marbach
- Baculifera intermedioides Marbach
- Baculifera longispora Marbach
- Baculifera macromera Elix & Kantvilas
- Baculifera metaphragmia (C.Knight) Elix & Kantvilas
- Baculifera metaphragmioides Elix & Kantvilas
- Baculifera micromera (Vain.) Marbach
- Baculifera orosa Marbach
- Baculifera pseudomicromera Marbach
- Baculifera remensa (Stirt.) Marbach
- Baculifera tobleri (Zahlbr.) Marbach
- Baculifera xylophila (Malme) Marbach